# امعصيبة (المضاربة والعارة)

تعديل مصدري - تعديل

امعصيبة هي إحدى قرى عزلة المضاربة بمديرية المضاربة والعارة التابعة لمحافظة لحج، بلغ تعداد سكانها 126 نسمة حسب تعداد اليمن لعام 2004.